# Izoleucyna
Izoleucyna (łac. Isoleucinum; skróty: Ile, I) – organiczny związek chemiczny, izomer leucyny, aminokwas alifatyczny występujący w praktycznie każdym białku, obojętny elektrycznie. Należy do aminokwasów egzogennych, czyli nie może być syntetyzowany w organizmie człowieka i musi być dostarczany z pożywieniem. Duże jego ilości znajdują się w kazeinie, hemoglobinie, białkach osocza krwi.

## Historia
L-Izoleucyna po raz pierwszy została wyodrębniona w 1904 przez Feliksa Ehrlicha z odcukrzonej melasy.

## Stereochemia
Izoleucyna posiada dwa centra chiralności, a więc istnieją jej cztery stereoizomery, ale w środowisku istotną rolę pełni tylko L-izoleucyna jako aminokwas proteinogenny (białkotwórczy). Enancjomerem dla naturalnej L-izoleucyny jest D-izoleucyna. L-allo-izoleucyna oraz jej enancjomer D-allo-izoleucyna są diastereoizomerami białkotwórczej L-izoleucyny. Tylko L-izoleucyna (kwas 2-amino-3-metylowalerianowy) z konfiguracją 2S,3S posiada znaczenie fizjologiczne.
|                                                          |
| L-izoleucyna (2S,3S) oraz D-izoleucyna (2R,3R)           |
|                                                          |
| L-allo-izoleucyna (2S,3R) oraz D-allo-izoleucyna (2R,3S) |